# Équipe de Suisse de football en 1926
Cet article présente les résultats de l'équipe de Suisse de football lors de l'année 1926.

## Bilan
|           | Nombre de matchs | Victoires | Défaites | Matchs nuls | Buts marqués | Buts encaissés |
| Domicile  | 1                | 0         | 0        | 1           | 1            | 1              |
| Extérieur | 5                | 1         | 4        | 0           | 6            | 18             |
| Neutre    | 0                | 0         | 0        | 0           | 0            | 0              |
| Total     | 6                | 1         | 4        | 1           | 7            | 19             |

## Matchs et résultats
| Match amical                             | Pays-Bas                                                      | 5 - 0   | Suisse | Oude, Amsterdam                                 |                                                 |
| 28 mars 1926 · Historique des rencontres | Pijl 3e · Ruisch 28e 38e · van Linge 32e (pen.) · Gielens 86e | (4 - 0) |        | Spectateurs : 33 000 Arbitrage : Axel Bergqvist | Spectateurs : 33 000 Arbitrage : Axel Bergqvist |
| 28 mars 1926 · Historique des rencontres | Rapport                                                       |         |        | Spectateurs : 33 000 Arbitrage : Axel Bergqvist | Spectateurs : 33 000 Arbitrage : Axel Bergqvist |

| Match amical                                      | Suisse          | 1 - 1   | Italie      | Letzigrund, Zurich                                |                                                   |
| 18 avril 1926 · 15h00 · Historique des rencontres | Ehrenbolger 19e | (1 - 1) | 8e Magnozzi | Spectateurs : 20 000 Arbitrage : Mihály Iváncsics | Spectateurs : 20 000 Arbitrage : Mihály Iváncsics |
| 18 avril 1926 · 15h00 · Historique des rencontres | Rapport         |         |             | Spectateurs : 20 000 Arbitrage : Mihály Iváncsics | Spectateurs : 20 000 Arbitrage : Mihály Iváncsics |

| Match amical                              | France      | 1 - 0   | Suisse | Stade olympique Yves-du-Manoir, Colombes       |                                                |
| 25 avril 1926 · Historique des rencontres | Nicolas 12e | (1 - 0) |        | Spectateurs : 15 000 Arbitrage : Bruno Bellini | Spectateurs : 15 000 Arbitrage : Bruno Bellini |
| 25 avril 1926 · Historique des rencontres | Rapport     |         |        | Spectateurs : 15 000 Arbitrage : Bruno Bellini | Spectateurs : 15 000 Arbitrage : Bruno Bellini |

| Match amical                                   | Italie                             | 3 - 2   | Suisse                       | Stadio Civico, Milan                               |                                                    |
| 9 mai 1926 · 15h30 · Historique des rencontres | Della Valle 11e 38e · Schiavio 17e | (3 - 0) | 49e Sturzenegger · 57e Brand | Spectateurs : 35 000 Arbitrage : Albert Prince-Cox | Spectateurs : 35 000 Arbitrage : Albert Prince-Cox |
| 9 mai 1926 · 15h30 · Historique des rencontres | Rapport                            |         |                              | Spectateurs : 35 000 Arbitrage : Albert Prince-Cox | Spectateurs : 35 000 Arbitrage : Albert Prince-Cox |

| Match amical                                | Autriche                                                       | 7 - 1   | Suisse      | Hohe-Warte, Vienne                           |                                              |
| 10 octobre 1926 · Historique des rencontres | Klima 3e · Sindelar 13e 56e · Horvath 14e 42e 55e · Wesely 90e | (4 - 0) | 51e Poretti | Spectateurs : 19 027 Arbitrage : Ferenc Gerö | Spectateurs : 19 027 Arbitrage : Ferenc Gerö |
| 10 octobre 1926 · Historique des rencontres | Rapport                                                        |         |             | Spectateurs : 19 027 Arbitrage : Ferenc Gerö | Spectateurs : 19 027 Arbitrage : Ferenc Gerö |

| Match amical                                 | Allemagne                   | 2 - 3   | Suisse                           | An der Grünwalder Strasse, Munich                 |                                                   |
| 12 décembre 1926 · Historique des rencontres | Hochgesang 44e · Scherm 50e | (1 - 2) | 7e Brand · 15e Weiler · 83e Fink | Spectateurs : 40 000 Arbitrage : Johannes Mutters | Spectateurs : 40 000 Arbitrage : Johannes Mutters |
| 12 décembre 1926 · Historique des rencontres | Rapport                     |         |                                  | Spectateurs : 40 000 Arbitrage : Johannes Mutters | Spectateurs : 40 000 Arbitrage : Johannes Mutters |